# Каза Лауро (Салерно)
Каза Лауро је насеље у Италији у округу Салерно, региону Кампанија.
Према процени из 2011. у насељу је живело 75 становника. Насеље се налази на надморској висини од 410 м.